# 凌焕新
凌焕新（1962年3月—），江苏靖江人，中共二十大代表、中国人民解放军上将。
曾任总政治部组织部副部长。2016年1月，任命北部战区陆军政治工作部主任。2017年3月，任中央军委纪委正军职专职委员。2018年2月24日，当选为第十三届全国人大代表。2018年12月，升任中央军委纪委副书记。2023年6月，任军事科学院政治委员（正战区职）。
2019年12月，晋升中将军衔。2023年6月28日，晋升上将军衔。